# Александер Щиґло
Алекса́ндер Ма́рек Щи́ґло (пол. Aleksander Marek Szczygło; 27 жовтня 1963, Єзьорани, Вармінсько-Мазурське воєводство, Польща — 10 квітня 2010, Смоленська область, Росія) — польський політик, колишній начальник канцелярії президента Леха Качинського (2006—2007) і міністр оборони (2007). З 2009 року — керівник Бюро національної безпеки Польщі.

## Біографія
В 1990 році Щиґло закінчив факультет права і адміністрації Гданського університету. В 1996 році закінчив річний курс для співробітників органів державного управління країн Центральної та Східної Європи, організованих Університетом Джорджтауна (проведене в Університеті Вісконсину), і пройшов практику в Конгресі Сполучених Штатів.
У 1990—1991 роках був помічником сенатора Леха Качиньського в Гданську та водночас працював у юридичному відділі профспілки «Солідарність».
На наступних етапах своєї кар'єри він також був пов'язаний з Лехом Качиньським: у 1991—1992 роках працював спеціалістом з законодавства в очолюваному Качиньським Бюро національної безпеки, потім після призначення Качинського головою Верховної контрольної комісії в 1992 році, Щиґло був призначений керівником його кабінету, і залишався ним до 1995 року.
В 1997 році він став радником Головного інспектора Національної інспекції праці. З 1997 по 2000 рр. був директором Департаменту інформації та розвитку в Управлінні Європейського комітету з питань євроінтеграції. У 2001 році був радником голови правління банку PKO BP.
У 2001 році Щиґло був обраний до Сейму за списком партії Право і справедливість, а в 2005 році переобраний. Як парламентарій він працював в основному з проблем європейської інтеграції. 23 грудня 2005 року був призначений на посаду статс-секретаря Міністерства оборони. На цій посаді він залишався до 2 серпня 2006 року. Цього дня він отримав посаду начальника президентської канцелярії. При цьому йому довелося відмовитися від свого депутатського мандата.
7 лютого 2007 року він був призначений міністром оборони замість Радослава Сікорського. 16 листопада того ж року пішов у відставку разом з усім урядом.
На парламентських виборах в 2007 році в третій раз отримав місце в парламенті, а 15 січня 2009 року був призначений керівником Бюро національної безпеки.
Загинув у авіакатастрофі під Смоленськом 10 квітня 2010 року. Посмертно нагороджений Командорським Хрестом з Зіркою Ордену Відродження Польщі (пол. Krzyż Komandorski z Gwiazdą Orderu Odrodzenia Polski).
Кавалер ордена «За заслуги» II ступеня (2010).